# Digimon virtual pet

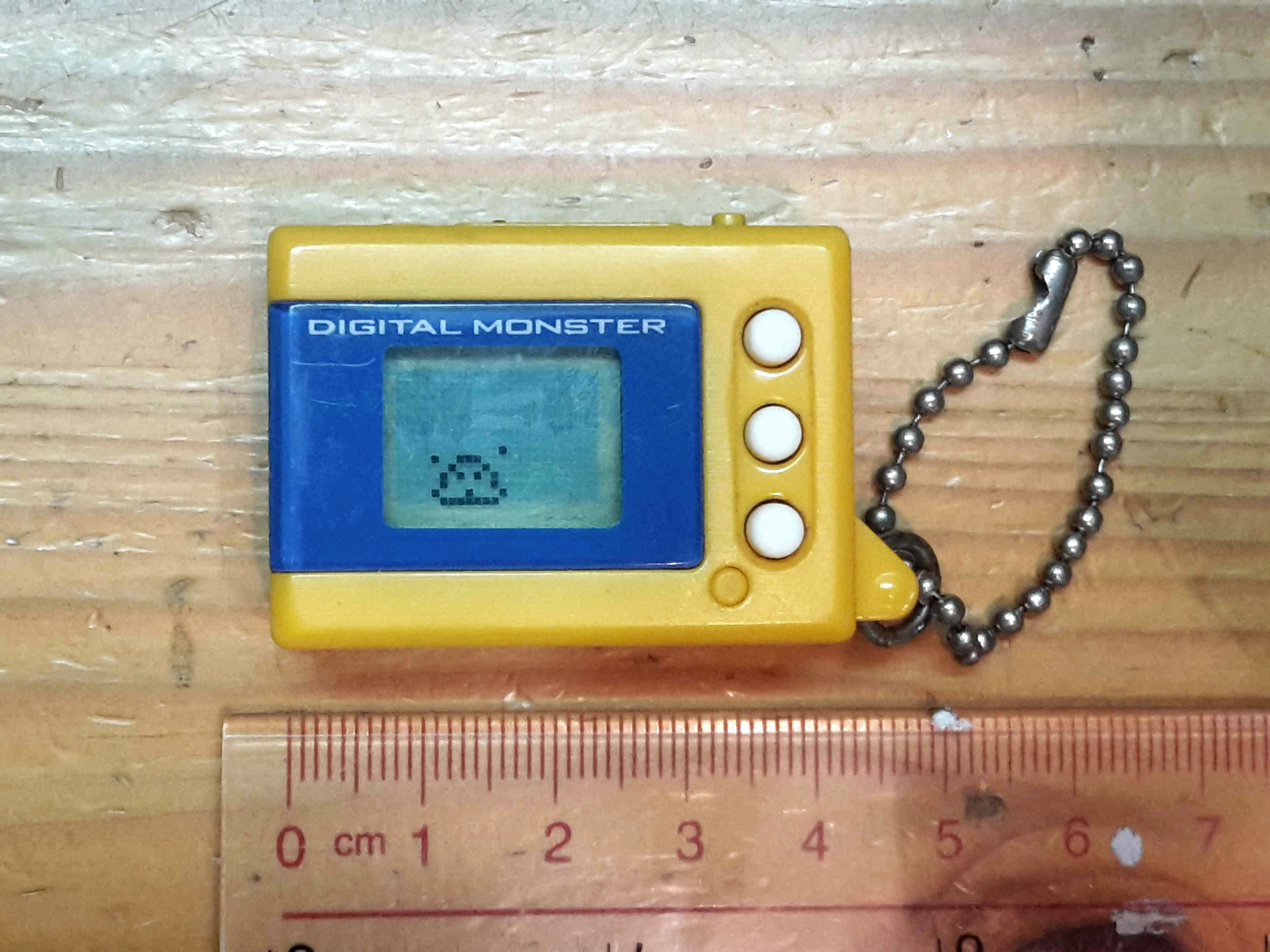
Un modello di Digimon Virtual Pet mini (versione 2)

Il Digimon Virtual Pet, o semplicemente Digimon V-Pet, è un gioco elettronico facente parte dell'universo di Digimon e fu lanciato nel 1997 dalla Bandai. L'idea che poi si sviluppò in diverse serie anime TV, una linea di giochi, diversi manga, un gioco di carte ed altro ancora si sviluppò inizialmente con il semplice concetto di un Tamagotchi per ragazzi (poiché la Bandai è anche la creatrice del Tamagotchi stesso). È molto simile a virtual pet più vecchi, con le differenze di essere molto più difficile e di potersi connettere con altri Digimon V-Pet per combattere. Ogni possessore del V-Pet comincia con un Digimon neonato (o, se vogliamo, al livello primario), lo allena, si prende cura di lui, lo fa evolvere e infine si cimenta in battaglie con altri possessori di Digimon V-Pet per determinare il più forte. Il cucciolo Digimon ha diverse capacità di evoluzione, così che due possessori di uno stesso gioco potrebbero trovarsi con due Digimon completamente diversi.

## Modalità di gioco
Il Digimon V-Pet dispone di diverse funzioni che permettono al giocatore di prendersi cura del cucciolo.
La prima icona riguarda lo stato. Il giocatore vi può controllare l'età, il peso, la forza, la fame e l'energia del cucciolo. Se un Digimon non dovesse avere energia nella apposita barra, non potrebbe collegarsi ad altri Digimon V-Pet e combattere.
La seconda icona si occupa del nutrimento del Digimon. La carne incrementa la fame del cucciolo, mentre le vitamine la forza e l'energia. In ogni caso, dare da mangiare al Digimon una di queste cose influirà sul peso del cucciolo, condizionando possibilità di evoluzione ed esiti delle battaglie. Una volta che il Digimon raggiunge il livello intermedio, sarà capace di mangiare molto di più di quanto richieda il suo livello di fame prima di essere pieno. I Digimon possono assumere un illimitato numero di vitamine.
La terza icona riguarda l'allenamento del Digimon. In modalità Ghost, il Digimon del giocatore appare sulla destra, mentre il "fantasma" appare sulla sinistra. Il giocatore deve quindi premere il pulsante in alto o quello centrale, così che il suo Digimon possa scagliare un attacco verso l'alto o verso il basso, rispettivamente. Il Digimon fantasma invece prova a parare il colpo, anche lui verso l'alto o verso il basso. Si tratta di un gioco di fortuna. Se il Digimon del giocatore riesce a colpire il fantasma almeno tre volte su cinque, come ricompensa perde del peso ed aumenta la sua forza. Se invece non riesce a raggiungere il punteggio richiesto, il Digimon perde solo peso e la sua forza non aumenta.
La quarta icona riguarda la modalità battaglia. Una volta attivata, il giocatore può collegarsi ad un Digimon di un altro giocatore ed iniziare una battaglia. I due Digimon si scambiano quindi colpi per tre volte, quindi uno dei due scaglia un doppio attacco; l'altro Digimon scaglia un attacco singolo. Il Digimon che ha scagliato il doppio attacco al quarto turno riesce quindi a schivare il colpo dell'avversario e viene dichiarato il vincitore. Sia che il Digimon vinca o perda, è comunque suscettibile della possibilità di infortunio durante la battaglia. Combattere troppe volte in un solo giorno potrebbe "uccidere" un Digimon.
La quinta icona (prima della fila inferiore) si occupa della pulizia degli escrementi del Digimon. Non occuparsi di ripulire dagli escrementi per troppo tempo potrebbe causare al Digimon di ammalarsi.
La sesta icona (seconda della fila inferiore) si occupa della luce. Se il Digimon si addormenta e la luce non viene spenta per tutto il tempo, la sua condizione generale (stato impossibile da controllare) diminuisce e le sue possibilità di compiere un'evoluzione diminuiscono drasticamente.
La settima icona (terza della fila inferiore) riguarda la salute del Digimon. Se il Digimon si ammala o si infortuna in battaglia, deve essere curato prima di farlo combattere nuovamente. Il Digimon si arrabbia notevolmente quando riceve delle cure mediche, con l'implicazione che probabilmente lui abbia ricevuto un colpo.
L'ottava e ultima icona non è selezionabile manualmente. È l'icona degli avvisi. Si accende ed inizia a suonare, se il sonoro è abilitato, se il Digimon espleta i suoi bisogni, ha bisogno di cibo o si addormenta con le luci accese.

## Controlli del gioco
Il Digimon V-Pet originale dispone di tre tasti più un tasto adibito al reset. I tasti si trovano alla destra dello schermo. Il bottone in alto "A" scorre tra le varie icone e le opzioni presenti sullo schermo. Il tasto centrale "B" attiva la funzione selezionata. Il tasto in basso "C" cancella qualsiasi cosa ci sia sullo schermo. Premere "A" e "C" simultaneamente abilita o disabilita il sonoro. Il tasto di reset può essere premuto solo con una penna o un altro oggetto appuntito.

## Albero evolutivo dei Digimon
Come nella serie animata e nei videogames, i Digimon evolvono e cambiano forma nel corso del tempo. Seguono gli alberi evolutivi dei vari modelli del Digimon V-Pet:

### Digimon I
- Primario: Botamon
- Primo stadio: Koromon
- Intermedio: Agumon, Betamon
- Campione: Greymon, Tyrannomon, Meramon, Darkmon (Devimon), Airdramon, Seadramon, Numemon
- Evoluto: MetalGreymon, Mamemon, Teddymon (Monzaemon)

Per esempio un Digimon come Agumon inizierebbe come Koromon. Da lì, il Digimon potrebbe trasformarsi o "digievolvere" al livello chiamato "intermedio" (Koromon → Agumon).
Da lì Agumon potrebbe trasformarsi in uno dei seguenti Digimon di livello campione: Greymon, Darkmon, Tyrannomon, Meramon o Numemon. Betamon evolverebbe in Airdramon, Darkmon, Meramon, Seadramon o Numemon.
Affinché un Digimon possa crescere fino al livello evoluto, questo deve combattere almeno quindici volte ai livelli intermedio e campione e vincere almeno il 60% delle battaglie. Greymon, Airdramon e Darkmon diventerebbero MetalGreymon. Meramon, Tyrannomon e Seadramon diventerebbero Mamemon. Il Digimon di livello campione più debole, Numemon, digievolverebbe in quello di livello evoluto più forte: Teddymon.

### Digimon II
- Primario: Punimon
- Primo stadio: Tsunomon
- Intermedio: Gabumon, Elecmon
- Campione: Garurumon, Kabuterimon, Angemon, Frigimon, Birdramon, Whamon, Vegiemon
- Evoluto: SkullGreymon, MetalMamemon, Vademon

### Digimon III
- Primario: Poyomon
- Primo stadio: Tokomon
- Intermedio: Patamon, Kunemon
- Campione: Unimon, Centarumon, Ogremon, Bakemon, Shellmon, Drimogemon, Sukamon
- Evoluto: Andromon, Giromon, Etemon

### Digimon IV
- Primario: Yuramon
- Primo stadio: Tanemon
- Intermedio: Biyomon, Palmon
- Campione: Monochromon, Kokatorimon, Leomon, Kuwagamon, Coelamon, Mojyamon, Nanimon
- Evoluto: Megadramon, Piximon, Digitamamon

### Digimon V
- Primario: Zurumon
- Primo stadio: Pagumon
- Intermedio: Gazimon, Gizamon
- Campione: DarkTyrannomon, Cyclonemon, Devidramon, Tuskmon, Flymon, Deltamon, Raremon
- Evoluto: MetalTyrannomon, Datamon, ExTyrannomon

### Digimon VI
- Primario: Pabumon
- Primo stadio: Motimon
- Intermedio: Tentomon, Otamamon
- Campione: Kabuterimon, Starmon, Tortomon, Kuwagamon, Monochromon, ShellNumemon, Gekomon
- Evoluto: MegaKabuterimon, Tekkamon, ShogunGekomon

Anche se questo non è un fatto risaputo e non è nemmeno documentato dal sito ufficiale di Digimon, esiste un sesto virtual pet realizzato dalla Bandai Asia. Tuttavia, questa versione utilizza nuovamente molti dei Digimon delle versioni precedenti e la sua tabella evolutiva è virtualmente identica a quella del successivo Digimon Pendulum I: Nature Spirits. Si pensa che questa sia in realtà la distribuzione della Bandai Asia del Pendulum I e che la Bandai Asia aveva pianificato di distribuire i Pendulum con lo stesso stile dei virtual pet. Invece, la Bandai Asia fece uscire i successivi Pendulum in un nuovo stile, noto come "Pendulum Cycle", che era piuttosto simile alle distribuzioni giapponesi, ma con piccole differenze come le Digievoluzioni accelerate.

## Mainframe dei Digimon
Quando il tempo di un Digimon giunge al termine, questo viene inviato al Mainframe dei Digimon, somigliante ad un personal computer. Il Mainframe dei Digimon è il posto da cui tutti i Digimon provengono ed in cui ritornano. Secondo le storie, una volta tornati lì, i Digimon rimangono nella stessa forma di Digievoluzione in cui erano al momento della fine della vita e continuano a combattere con altri Digimon il cui tempo è anch'esso scaduto.
I Digimon possono morire per fame estrema, malattia, troppe battaglie combattute o vecchiaia. Il Mainframe dei Digimon è visibile solo nelle versioni americane del gioco.
Nelle versioni giapponesi, quando il tempo di un Digimon finisce, sullo schermo compare una lapide invece del Mainframe dei Digimon.

## Espansioni
Quando i Digimon divennero anche delle serie animate, nel gioco furono fatti diversi cambiamenti importanti, per la maggior parte nelle catene di Digievoluzione. Quando il V-Pet fu esportato negli Stati Uniti, elementi come il "Mainframe Megalitico" furono aggiunti per alleggerire il concetto legato alla morte (nonostante i Digimon non possano morire, ma tornino invece ad un mondo immaginario). Devimon fu rinominato Darkmon a causa della censura e il riferimento alla cultura giapponese che si trova nel nome di Monzaemon fu rimosso ed il Digimon rinominato Teddymon.
Il MetalGreymon originale ottenibile nel primo V-Pet era di tipo virus, ma la Superdigievoluzione di Agumon, personaggio visto in Digimon Adventure era di tipo antivirus (poiché antivirus viene considerato un tipo "positivo", mentre virus è ritenuto "negativo", anche se in Adventure 02 viene mostrato un MetalGreymon di tipo virus).
Anche se i concetti tra la linea del Digimon Virtual Pet e quella di Digivice uscita dopo la messa in onda della serie TV animata sono molto simili, sussistono comunque alcune differenze. Per esempio, i Digivice non sono "veri" Tamagotchi: infatti, non bisogna dare da mangiare ai Digimon o pulirli (l'eccezione è il Digivice iC, basato sul dispositivo di Digimon Savers, che è strutturato maggiormente sul modello del Tamagotchi rispetto alle precedenti versioni di Digivice). Inoltre, i Digivice includono una funzione di pedometro che rende il gioco più avanzato e non richiede il livello di attenzione dei Digimon virtual pet. Inoltre, nei Digivice esistono delle missioni secondarie, come localizzare Digiuova nella versione D-3 o i Digispirit nella versione D-Tector; le missioni secondarie non esistevano originariamente nel V-Pet o nel Pendulum. Questi giochi possono essere lasciati a casa tutto il giorno senza cure e non richiedono l'attenzione costante che i Tamagotchi richiedono durante la giornata. Ogni Digivice possiede una trama diversa, che normalmente segue la stagione alla quale è ispirato (ad esempio la trama del D-Tector prevede che i giocatori sconfiggano Kerpymon, i Cavalieri Reali e Lucemon). In ogni caso, il Digimon virtual pet originale rimane compatibile con il sistema di battaglia dei nuovi Digivice, permettendo scontri tra i possessori delle due diverse versioni, anche se i dettagli grafici degli attacchi sono diversi tra i due sistemi. Fu elaborata anche una versione scaricabile che utilizza il software Game Maker 7 e conserva la maggior parte delle funzioni originali.

## Altri Digimon V-Pet
I Digimon virtual pet contano diverse distribuzioni, così come i Tamagotchi. Sono cinque in tutto e ogni distribuzione ha personaggi ed evoluzioni diverse; tuttavia, le funzioni di gioco sono molto simili.

### Digimon Pendulum
Dopo le prime cinque uscite del gioco (sei se si include anche la Versione VI), diversi mesi prima della messa in onda della prima stagione di Digimon Adventure, la Bandai realizzò una linea di Virtual Pet (V-Pet) chiamati "Pendulum" che introdussero caratteristiche come la DNAdigievoluzione, un contatore simile ad un pendolo (pendulum) ed un nuovo livello evolutivo: il mega, stadio successivo a quello evoluto. Il pendulum è usato per contare il numero di volte che il dispositivo viene agitato.
Furono pubblicate cinque versioni di Digimon Pendulum, ognuna di queste seguita da una versione ".5" che conteneva un assortimento di personaggi leggermente differente. Successivamente uscì anche una Versione 0.

#### Digimon Pendulum I: Nature Spirits
- Primario: Pabumon
- Primo stadio: Motimon
- Intermedio: Tentomon, Gotsumon, Otamamon
- Campione: Kabuterimon, Tortomon, Monochromon, Starmon, Gekomon, Kuwagamon
- Evoluto: MegaKabuterimon, Piximon, Triceramon, Jagamon, ShogunGekomon, Okuwamon
- Mega: HerculesKabuterimon, SaberLeomon, MetalEtemon

In Digimon Pendulum 1.5, Gatomon rimpiazzò Tortomon, Angewomon prese il posto di Jagamon e Magnadramon divenne una delle forme mega invece di HerculesKabuterimon.

#### Digimon Pendulum II: Deep Savers
- Primario: Pichimon
- Primo stadio: Bukamon
- Intermedio: Gomamon, Crabmon, Syakomon
- Campione: Ikkakumon, Dolphmon, Seadramon, Coelamon, Gesomon, Octomon
- Evoluto: Zudomon, MegaSeadramon, MarineDevimon, Dragomon, Whamon, Scorpiomon
- Mega: MarineAngemon, MetalSeadramon, Pukumon

In Digimon Pendulum 2.5, Ebidramon rimpiazzò Coelamon, Divermon prese il posto di Scorpiomon e Plesiomon divenne una delle forme mega invece di MetalSeadramon.

#### Digimon Pendulum III: Nightmare Soldiers
- Primario: Mokumon
- Primo stadio: DemiMeramon
- Intermedio: Candlemon, Bakumon, DemiDevimon
- Campione: Wizardmon, Apemon, Garurumon, Devimon, Meramon, Bakemon
- Evoluto: WereGarurumon, Mammothmon, SkullMeramon, Pumpkinmon, Myotismon, Phantomon
- Mega: SkullMammothmon, Boltmon, Piedmon

In Digimon Pendulum 3.5, Dokugumon rimpiazzò Bakemon, LadyDevimon prese il posto di Myotismon e Demon divenne una delle forme mega invece di Piedmon.

#### Digimon Pendulum IV: Wind Guardians
- Primario: Nyokimon
- Primo stadio: Yokomon
- Intermedio: Biyomon, Floramon, Mushroomon
- Campione: Birdramon, Togemon, Kiwimon, Woodmon, Veedramon, RedVegiemon
- Evoluto: Garudamon, Cherrymon, AeroVeedramon, Blossomon, Deramon, Garbagemon
- Mega: Phoenixmon, Gryphonmon, Puppetmon

In Digimon Pendulum 4.5, Palmon rimpiazzò Floramon, Lillymon prese il posto di Blossomon e Rosemon divenne una delle forme mega invece di Gryphonmon.

#### Digimon Pendulum V: Metal Empire
- Primario: Choromon
- Primo stadio: Kapurimon
- Intermedio: ToyAgumon, Kokuwamon, Hagurumon
- Campione: Greymon, Deputymon, Tankmon, Clockmon, Guardromon, Mekanorimon
- Evoluto: MetalGreymon, Andromon, Knightmon, BigMamemon, Megadramon, WaruMonzaemon
- Mega: WarGreymon, MetalGarurumon, Machinedramon

In Digimon Pendulum 5.5, Thunderballmon rimpiazzò Tankmon, Cyberdramon prese il posto di Andromon e VenomMyotismon divenne una delle forme mega invece di Machinedramon.

#### Digimon Pendulum 0: Virus Busters
- Primario: YukimiBotamon
- Primo stadio: Nyaromon
- Intermedio: Agumon, Gabumon, Salamon
- Campione: Greymon, Garurumon, Gatomon, Angemon, Leomon, Ninjamon
- Evoluto: MetalGreymon, WereGarurumon, Angewomon, MagnaAngemon, Asuramon, MetalMamemon
- Mega: WarGreymon, MetalGarurumon, Omnimon

### Digimon Pendulum Progress
L'ultima uscita riguardante la serie Pendulum prende il nome di Pendulum Progress. Ce ne sono tre in totale; Pendulum Progress è un aggiornamento per certi versi molto simile a Tamagotchi Connection/Tamagotchi Connexion/Tamagotchi Plus. L'assortimento di personaggi in queste versioni è molto più vario, inoltre permane la funzione pendulum che divenne regolare per la serie; dispone inoltre dell'abilità di far combattere il proprio Digimon attuale con un Digimon del computer come avversario invece di doverlo per forza collegare ad un altro dispositivo.

#### Digimon Pendulum Progress I: Dragon's Roar
- Primario: Jyarimon
- Primo stadio: Gigimon
- Intermedio: Guilmon, Agumon, Veemon
- Campione: Growlmon, Greymon, ExVeemon, Veedramon, Tyrannomon, Airdramon
- Evoluto: WarGrowlmon, MetalGreymon, Paildramon, AeroVeedramon, MetalTyrannomon, Megadramon
- Mega: Gallantmon, Megidramon, WarGreymon, Imperialdramon, UlforceVeedramon, Chaosdramon

#### Digimon Pendulum Progress II: Armageddon Army
- Primario: Puttimon
- Primo stadio: Cupimon
- Intermedio: Patamon, Lucemon, Impmon, Terriermon
- Campione: Angemon, Gatomon, BlackGatomon, Devimon, Seasarmon, Witchmon,
- Evoluto: MagnaAngemon, Antylamon, Angewomon, LadyDevimon, NeoDevimon, Bastemon
- Mega: Seraphimon, Kerpymon, Ophanimon, Lilithmon, Beelzemon

#### Digimon Pendulum Progress III: Animal Colleseum
- Primario: Pabumon
- Primo stadio: Nyaromon
- Intermedio: Gabumon, Bearmon, Hawkmon
- Campione: Garurumon, Grizzlymon, Aquilamon, Leomon, Dobermon, Kiwimon
- Evoluto: WereGarurumon X, Garudamon X, GrapLeomon, Cerberumon X, Mihiramon, Deramon
- Mega: MetalGarurumon X, Baihumon, Azulongmon, Zhuqiaomon, Ebonwumon, Omnimon

### Digimon Pendulum X
Pendulum X combina la classica crescita del Digimon con l'avventura e la modalità di ruolo dei Digivice. Pendulum X è il primo dispositivo ad usare il nuovo tipo di connettore a tre denti. Fu rifatto dalla Bandai Asia e messo sul mercato come "D-Cyber"; questa versione è simile al classico Pendulum X ma ha una sottile differenza di traduzione ed il classico connettore a due denti.

#### Version 1
- Primario: Dodomon
- Primo stadio: Dorimon
- Intermedio: Dorumon, Agumon X
- Campione: Dorugamon, Greymon X, Seadramon X, Kuwagamon X, DexDorugamon Reptiledramon
- Evoluto: DoruGreymon, MetalGreymon X, MegaSeadramon X, Okuwamon X, DexDoruGreymon, Grademon
- Mega: Dorugoramon, Alphamon, WarGreymon X, GigaSeadramon, GrandisKuwagamon, DexDorugoramon, Gaiomon, Omnimon X

#### Version 2
- Primario: Fufumon
- Primo stadio: Kyokyomon
- Intermedio: Ryuudamon, Guilmon X
- Campione: Ginryumon, Growlmon X, TobuCatmon, Monochromon X, Allomon X
- Evoluto: Hisyarumon, War Growlmon X, SkullBaluchimon, Triceramon X, MameTyramon
- Mega: Owryuumon, Gallantmon X, MedievalGallantmon, Dinotigermon, Dinorexmon, UltimateBrachiomon, UlforceVeedramon X

#### Version 3
- Primario: Pupumon
- Primo stadio: Puroromon
- Intermedio: Fanbeemon, Dorumon
- Campione: Waspmon, Reptiledramon, Ginryumon, Omekamon
- Evoluto: CannonBeemon, Grademon, Hisyarumon, MetalPhantomon
- Mega: TigerVespamon, Alphamon, Alphamon (Ouryuuken), Dexmon, Owryuumon, MetalPiranimon, Dynasmon X, Magnamon X, Omnimon X, Gallantmon X

### Digimon Accel

#### Version 1: Justice Genome
- Primario: Popomon
- Primo stadio: Frimon
- Intermedio: Leomon, Agumon, KoKabuterimon, Biyomon, Otamamon, Patamon
- Campione: Liamon, Greymon, BladeKuwagamon, Aquilamon, Pegasusmon, Coelamon, Deputymon
- Evoluto: LoaderLiomon, MetalGreymon, MetallifeKuwagamon, Garudamon, MagnaAngemon, Kimeramon, Dragomon, Volcdramon
- Mega: BanchoLeomon, WarGreymon, TyrantKabuterimon, Phoenixmon, MetalEtemon
- Livello 7: Omnimon, Chaosmon

#### Version 2: Evil Genome
- Primario: Bombmon
- Primo stadio: Missimon
- Intermedio: Commandramon, Dracmon, Hagurumon, Gizamon, Penguinmon, Tentomon
- Campione: Sealsdramon, Sangloupmon, Meramon, Snimon, Dobermon, Thunderbirdmon, Gekomon
- Evoluto: Tankdramon, Matadormon, SkullScorpiomon, Megadramon, Zudomon, MarineDevimon, Hippogriffomon, Angewomon, Volcamon
- Mega: Darkdramon, GranDracmon, Machinedramon, MarineAngemon, Seraphimon
- Livello 7: Gallantmon, Chaosmon

#### Version 3: Nature Genome
- Primario: Puwamon
- Primo stadio: Pinamon
- Intermedio: Falcomon, Swimmon, Mushroomon, Terriermon, Gotsumon, Goblimon
- Campione: Diatrymon, Ninjamon, Gatomon, Seahomon, Nohemon, Ogremon, Tyrannomon
- Evoluto: Yatagaramon, Triceramon, Antylamon, Jagamon, Whamon, Garbagemon, Mamemon
- Mega: Valdurmon, Spinomon, Mercurimon, Neptunemon, Rosemon
- Livello 7: UlforceVeedramon, Chaosmon

#### Version 4: Ultimate Genome
- Primario: Pafumon, Dodomon
- Primo stadio: Kyaromon, Dorimon
- Intermedio: Kudamon, Dorumon, Impmon, Candlemon, Palmon
- Campione: Reppamon, Dorugamon, Devidramon, Flarerizamon, Togemon, Submarimon
- Evoluto: Qilinmon, DoruGreymon, Cerberumon, Piximon, Cyberdramon, Pumpkinmon, Deramon
- Mega: Sleipmon, Alphamon, Beelzemon, Megidramon, MetalKabuterimon
- Livello 7: Chaosmon, UltimateChaosmon

### Digimon Mini
Il Digimon Mini è modellato per essere simile ai Digimon Pet originali, ma di una taglia molto più piccola. Il set di personaggi è stato ampiamente ridimensionato e dispone di funzioni limitate. Per esempio, non c'è lo schermo di stato per vedere il livello di fame del Digimon. Il giocatore deve semplicemente dargli da mangiare quando ha fame. Molti concordano che i Digimon della versione Mini siano molto più difficili da "uccidere" rispetto agli altri Digimon.
I Mini usano anch'essi il nuovo connettore a tre denti, che li rende collegabili ai Pendulum X, ai Digimon Accelerator ed ai nuovi Digimon iC. Il terzo aggiornamento di Digimon Mini rivoluziona l'assortimento dei personaggi, portando i Digimon ottenibili da tredici a diciotto.

#### Version 1
- Primario: Botamon
- Primo stadio: Koromon
- Intermedio: Agumon, Betamon, Gabumon
- Campione: Greymon, Seadramon, Garurumon, Numemon
- Evoluto: MetalGreymon, Triceramon
- Mega: WarGreymon
- Livello 7: Omnimon

#### Version 2
- Primario: Pabumon
- Primo stadio: Motimon
- Intermedio: Tentomon, Elecmon, Kunemon
- Campione: Kabuterimon, Centarumon, Tyrannomon, Sukamon
- Evoluto: MegaKabuterimon, WaruMonzaemon
- Mega: HerculesKabuterimon
- Livello 7: TyrantKabuterimon

#### Version 3
- Primario: Poyomon
- Primo stadio: Tokomon
- Intermedio: Patamon, DemiDevimon, Crabmon
- Campione: Angemon, Devimon, Coelamon, Shellmon, Leomon, Nanimon
- Evoluto: MagnaAngemon, Myotismon, Etemon
- Mega: Magnadramon, Piedmon, BanchoLeomon
- Livello 7: Lucemon Shadowlord Mode

### Digimon Twin
Il Digimon Twin è l'ultima uscita della serie di Digimon virtual pet. È compatibile con i Digivice iC e i Digivice iC Burst. Presenta una caratteristica unica: esistono infatti due modelli distinti che vengono venduti separatamente o insieme in una confezione speciale.
I due diversi modelli di Digimon Twin sono il modello L ("Liberation", "Liberazione") ed il modello R ("Revolution", "Rivoluzione"). Il modello L si presenta in due colorazioni, bianco e rosso oppure arancione e nero. Il modello R, invece, anch'esso disponibile in due colorazioni, esiste di colore nero e arancione oppure rosso e nero. Esiste un pacchetto speciale che comprende un modello L, di colore nero, ed uno R, di colore bianco. La caratteristica unica di Digimon Twin è che sono necessari due dispositivi per raggiungere i più alti livelli di Digievoluzione successivamente nel gioco, oltre ad uno speciale Uovo facente parte di un Evento.
Il menu del dispositivo permette di accudire il proprio Digimon, dandogli da mangiare, pulendolo, accendendo e spegnendo la luce e, se necessario, curandolo. È disponibile una funzione d'allenamento, al cui interno è anche possibile visionare i record di battaglia del proprio Digimon. C'è poi la funzione di connessione ad altri dispositivi, più in particolare altri Digimon Twin e Digivice iC e iC Burst. Infine c'è la funzione di stato, che permette di verificare le caratteristiche del proprio Digimon ed i suoi valori.
La Comunicazione d'Eventi è la caratteristica principale del gioco; è possibile osservare il proprio Digimon allenarsi o mangiare. Questa funzione mostrerà i seguenti eventi, elencati in ordine di frequenza: il Digimon mangia, il Digimon si allena, il Digimon riceve un oggetto o uno speciale Uovo da Evento. Se due Twin della stessa versione (due L o due R) si connettono per la Comunicazione d'Eventi, entrambe le unità riceveranno l'oggetto Buccia di Banana, rendendo così impossibile crescere alcuni Digimon senza una o entrambe le unità, poiché alcuni Digimon richiedono l'oggetto Bomba o lo speciale Uovo da Evento.

### WonderSwan
Digital Monster Ver. WonderSwan è una versione giapponese, in modello palmare, del Digimon Pet originale per il WonderSwan. Include tutti i Digimon originali dai cinque dispositivi V-Pet. In questo gioco il giocatore può disporre di un numero di Digimon che varia da uno a massimo cinque alla volta. Dispone anche della versione di battaglia contro il computer. Il gioco ha la possibilità di collegarsi agli altri WonderSwan tramite uno speciale cavo di collegamento. Può inoltre collegarsi ai Digimon Pet originali grazie ad un connettore Digimon "Dock 'n Rock". Digital Monster Ver. S: Digimon Tamers è praticamente la stessa cosa, ma è un gioco per il Sega Saturn.

### PC
Ci sono stati diversi PC Digimon Pet creati e distribuiti dai fan, a cominciare dagli emulatori di Tamagotchi, già dal 1998.

### Altro
Questo Virtual Pet è stato il primo fra tutti ad usare dei collegamenti per scambiare dati. Il termine "Dock 'n Rock" era usato nel primo marketing americano (e probabilmente anche in Europa; in Giappone non fu mai preso in considerazione), ma successivamente fu eclissato dal termine "Battle Connect". Successivamente, i connettori sarebbero stati usati anche per permettere la DNAdigievoluzione oltre che le classiche battaglie. Questa compatibilità a due direzioni continuò tramite diversi sistemi di V-Pet e di Digivice, sviluppandosi poi nel Sistema D-Link. Questo sistema di compatibilità comprende i V-Pet, i Pendulum, i Digivice, dispositivi come l'Analizzatore Digimon e il D-Terminal, i giochi WonderSwan e speciali action figure. Il Pendulum X, Digimon Mini e Digimon Accelerator non sono compresi a causa del loro speciale connettore a tre denti; ciò nonostante, in alcuni casi, certe funzioni non erano comunque accessibili anche tra connettori di tipo uguale a causa di alterazioni nel sistema di battaglia o di altri errori.
Le versioni americane, e quelle molto simili della Bandai Asia, di Digivice sono solitamente un prodotto completamente diverso dalla controparte giapponese. Di solito vengono registrati come V-Pet nel Sistema D-Link.

## Problemi tecnici e trucchi
Numerosi personaggi non presenti ufficialmente possono essere aggiunti tra quelli disponibili inserendo e rimuovendo la linguetta che usciva con il gioco. Nel dispositivo originale si poteva ottenere Teddymon con questo metodo, anche se questo procedimento costava diversi tentativi. Alternativamente, si potevano rimuovere le batterie, aspettare che il dispositivo non avesse più potenza e quindi reinserirle. Questo accade perché il voltaggio cala bruscamente, ma non a livelli così bassi da registrare un reset del dispositivo. La scheda RAM viene corrotta ed i risultati sono piuttosto casuali. Questo "trucco" può essere causa di danneggiamento del dispositivo, quindi non è raccomandabile.
Un problema tecnico che non causava né reset né la rottura del dispositivo permetteva ad un'unità singola di fare esperienza con il combattimento in modalità multigiocatore. Collegando due dispositivi ed accedendo alla modalità di battaglia ma separando uno di questi o entrambi dai connettori del cavo di collegamento, la battaglia si avvierebbe su uno solo dei dispositivi, mentre il secondo riceverebbe un messaggio riguardo ad un errore di connessione.
Un altro errore consisteva nel "mangiare" ripetutamente vitamine. A volte se si facevano mangiare al Digimon grande quantità di queste, il suo livello di energia superava il limite del contatore in cui era mostrata appunto l'energia. Invece, mettendo una moneta sopra l'area di connessione durante un tentativo di connessione con un altro V-Pet, si poteva ascoltare una breve melodia per circa dieci secondi.

## Altri problemi
Un nuovo problema è emerso in Nuova Zelanda ed in Australia riguardo al Digimon virtual pet. In questi paesi lo spessore della batteria del dispositivo è stato ridotto, causando perdita di contatto tra i due componenti e dando luogo spesso a malfunzionamento o rottura del dispositivo.